# 4-2-4
Il 4-2-4 è un modulo di gioco del calcio. Consiste nello schierare 4 difensori, 2 centrocampisti e 4 attaccanti.

## Storia

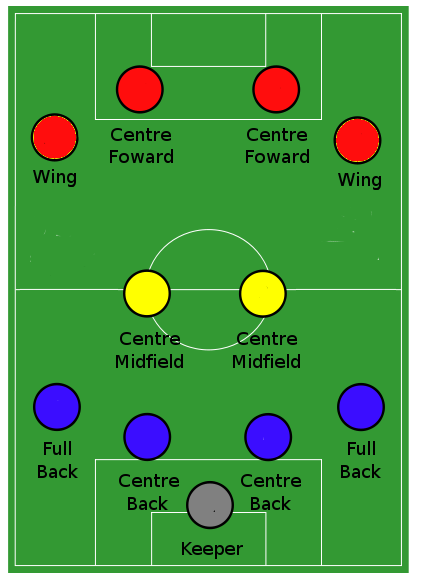
La disposizione dei calciatori con il modulo 4-2-4

Il 4-2-4 fu creato come contrapposizione sudamericana al "WM" europeo (in numeri 3-2-2-3) ed attecchì principalmente oltreoceano; nato dall'evoluzione del "MM" (numericamente 3-2-3-2), abbassando un attaccante sulla linea dei centrocampisti ed un mediano in difesa, da esso derivano i sistemi di gioco moderni (ad esempio, il 4-3-3 si ottiene dal 4-2-4 arretrando a centrocampo un calciatore del reparto offensivo).
Il 4-2-4 fu per la prima volta schierato da Márton Bukovi, anche se la sua invenzione è disputata fra tre allenatori: Flávio Costa, ct della Seleção durante il campionato del mondo 1950 e noto come lo sfortunato artefice del Maracanazo; Zezé Moreira, il quale lo aveva teorizzato ma non messo in pratica come selezionatore dei verde-oro in Svizzera nel 1954; l'ungherese Béla Guttman, trasferitosi proprio in Brasile nel 1957. Comunque il primo 4-2-4 praticato fu perfezionato negli ultimi anni cinquanta, in particolare dai carioca vincitori al campionato del mondo 1958.
Fu soppiantato dal "calcio totale" e riscoperto in chiave moderna come rivisitazione ultraoffensiva del 4-4-2 (i centrocampisti esterni diventano ali pure).

## Il modulo
Il 4-2-4 tenta di combinare un ampio fronte d'attacco con una forte e munita difesa. I tecnici che lo utilizzarono fecero tesoro delle migliorate condizioni fisiche e atletiche dei giocatori degli anni cinquanta: in fase difensiva sei calciatori partecipavano alla copertura e viceversa all'attacco altrettanti componenti organizzavano la manovra insieme, servendosi dei due centrocampisti a tutto campo in entrambi i compiti. Pertanto erano necessarie alcune caratteristiche, senza le quali lo schema non era possibile: terzini più "bloccati", che si occupassero della fascia in fase di marcatura e non eccedessero con la spinta offensiva, tuttavia bravi nell'impostazione; due mediani abili a tessere le trame di gioco, di interdire e dare equilibrio alla squadra come schermo davanti ai centrali difensivi, quindi dotati di capacità polmonare e corsa; due ali che potessero sacrificarsi aiutando il centrocampo e contemporaneamente ottimi come dribblatori e nel fare i cross; due punte vere, che si completassero e non perdonassero davanti alla porta avversaria.
I brasiliani in questo erano maestri: riuscivano a combinare la tecnica sopraffina dei terzini al dinamismo dei centrocampisti centrali, la qualità e la spregiudicatezza degli esterni d'attacco alla concretezza delle punte.

## La numerazione del 4-2-4

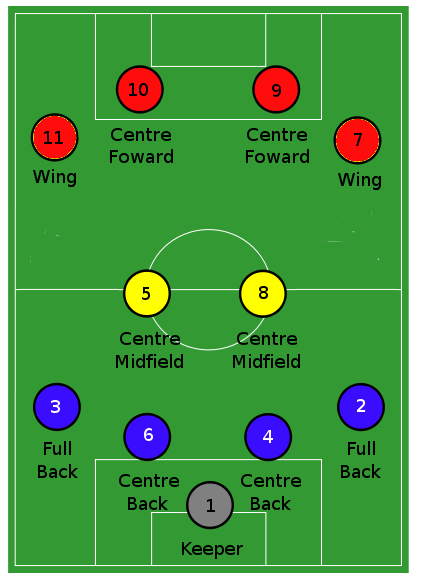
I numeri del 4-2-4.

La numerazione è un ibrido tra il Metodo ed il Sistema. Conserva del primo la numerazione dei terzini, mentre del secondo quella del centromediano metodista (maglia numero 5).

## Squadre che hanno utilizzato il 4-2-4
- L'MTK Budapest di Márton Bukovi, vincitore del campionato magiaro nel 1957-1958[2]
- Il Brasile di Vicente Feola, primo undici di rilevanza internazionale ad adottare il 4-2-4 con successo: grazie agli ottimi esterni di difesa Djalma Santos e Nílton Santos, i centrocampisti instancabili Zito e Didi, le ali sempre pronte ad aiutare in fase di non possesso e a rifinire per i compagni o concludere a rete Garrincha e Zagallo, gli attaccanti centrali immarcabili ed implacabili dentro l'area di rigore Pelé e Vavá, la nazionale verde-oro vinse il campionato del mondo 1958 e stupì l'Europa calcistica[3][5][8]
- La nazionale brasiliana guidata da Aymoré Moreira, campione del mondo alla rassegna di Cile 1962: Amarildo (che sostituiva l'infortunato Pelé) e i difensori centrali erano gli unici cambiamenti rispetto all'alloro di quattro anni prima[3][8][9]
- Il Partizan di Abdulah Gegić, finalista della Coppa dei Campioni 1965-1966[10]
- Il Celtic allenato da Jock Stein, autore di una storica quadripletta - nella stagione 1966-1967 i Bhoys vinsero tutte le competizioni a cui presero parte: il campionato, la Coppa di Scozia, la Coppa dei Campioni e la Scottish League Cup (oltre alla Glasgow Cup)[11][12]
- Il Brasile agli ordini di Mário Zagallo, vincitore del campionato del mondo 1970: i centrocampisti tecnici, abili sia come registi che in fase di rottura, erano Gérson e Clodoaldo; le ali che creavano superiorità numerica Rivelino (a sinistra) e Jairzinho (a destra); la coppia di centravanti era formata da Pelé e Tostão[8][13]
- Il Bari con in panchina Antonio Conte prima e Gian Piero Ventura poi, dal 2008 al 2010, vincitore della Serie B e l'anno seguente decimo classificato da neopromosso in Serie A. Il prototipo di attaccante che poteva rivestire qualsiasi ruolo nel reparto avanzato del 4-2-4 barese era Barreto[14][15]
- Il Siena di Antonio Conte nella stagione 2010-2011, che centrò la promozione nel massimo campionato dalla serie cadetta[16]
- L'Italia di Gian Piero Ventura nel biennio 2016-2017, che fallì la qualificazione al mondiale di Russia 2018. Gli esterni erano Insigne e Candreva (come riserva Bernardeschi), gli attaccanti centrali Belotti e Immobile (in alternativa Pellè, Éder, o Gabbiadini)[17][18]